# بنغرسو (فين)
بنغرسو (بالفارسية: بنگرسو) هي قرية تقع في إيران في قسم فين الريفي.